# Juan Coles

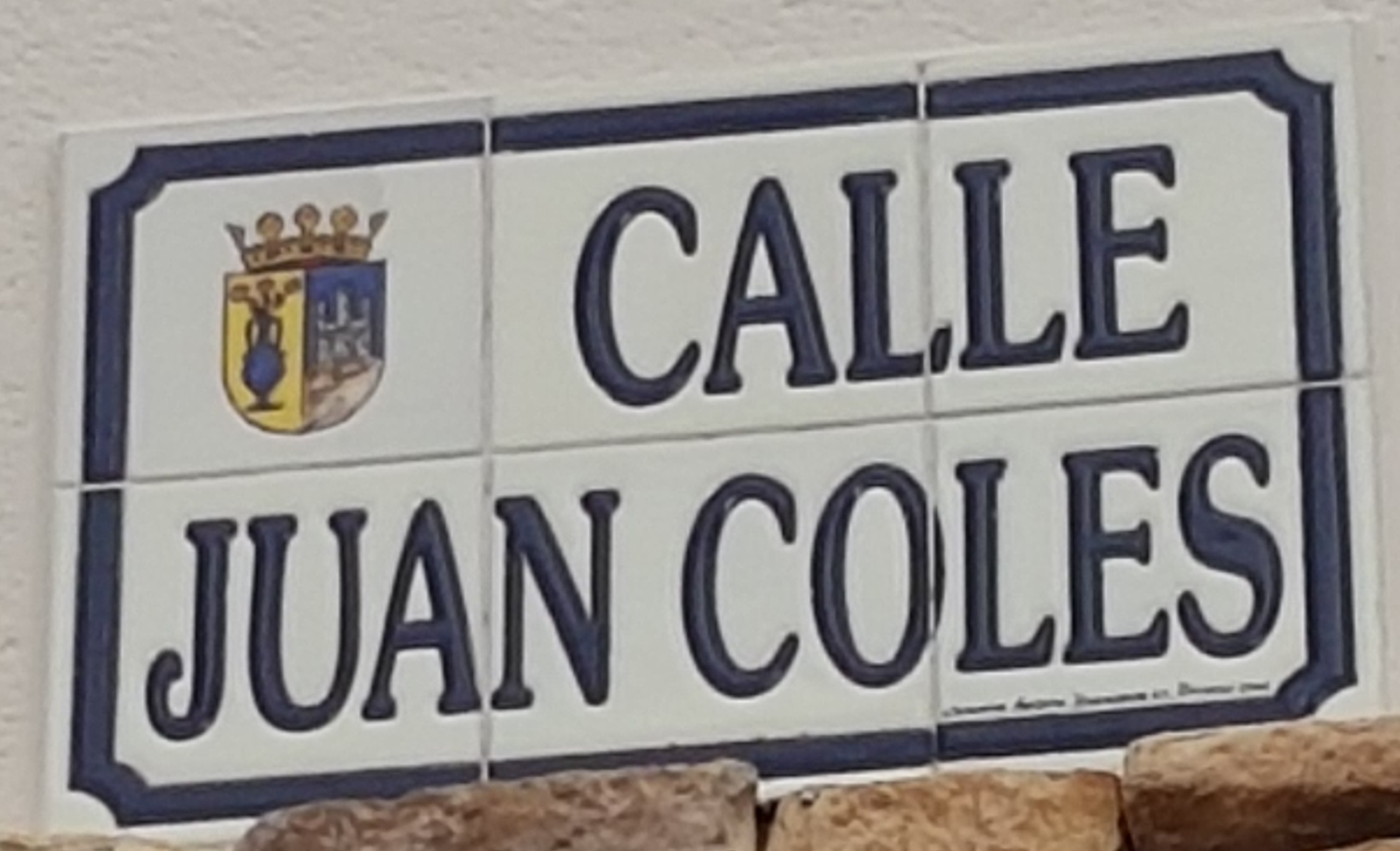

Juan de Coles (Juan Coles), apodado "El Joven", hijo de Juan de Coles  de Coles "El Viejo"  y de Luisa Rodríguez, 
natural de Zafra (Badajoz) nacido a primeros del siglo XVI (siendo los primeros registros de natalidad sobre 1534 en dicha localidad),  considerado como uno de los cuatro cronistas de las Indias.
Siendo joven se trasladó a Villanueva de Barcarrota, la actual Barcarrota (Badajoz), donde obtuvo nupcias con una viuda con tres hijas del anterior matrimonio (Beatriz, María y Catalina).
Fue cronista de la expedición de Hernando de Soto a la Florida. 
El escritor e historiador Gómez Suárez de Figueroa, apodado con el nombre de Inca Garcilaso de la Vega (Cuzco 1539 - Córdoba 1616), descendiente de los Duques de Feria (Zafra), dejó constancia de haber encontrado las crónicas de Juan de Coles en mal estado de conservación, escribiendo una Breve relación de la conquista de la Florida y de las hazañas uso en la redacción de su famoso libro La Florida del Inca, publicado en 1605. Según Garcilaso, la escribió a petición de fray Pedro de Aguado O.F.M., provincial de la jurisdicción de Santa Fe, siendo una relación breve y desordenada 
En dicho manuscrito parece ser que citó que Hernando de Soto era natural de Barcarrota, aunque también pudo oírlo de otro informante, como Gonzalo Silvestre, natural de la localidad cacereña de Herrera de Alcántara. Es posible que conociera a Hernando de Soto en Barcarrota y que se enrolara junto a él en la expedición a la Florida. 
Por desgracia, este manuscrito no se ha conservado pues ya el propio Garcilaso afirmó que tuvo ocasión de consultar dicho manuscrito en Córdoba y que estaba ya en aquel tiempo, maltratado y comidas las medias de polilla y ratones161. Es probable que fundamentase el dato del origen barcarroteño de Hernando de Soto en el manuscrito del zafrense,  
En expedición junto con sesenta personas más capitaneado por Juan de Guzmán, siendo uno de los pocos supervivientes, con dos heridas de dos flechas que traspasaron la cota que llevaba, texto recogido en Historia del Adelantado de Hernando de Soto, obra de Inca Garcilaso de la Vega.
Se desconoce la fecha y lugar de su muerte.
Actualmente Juan Coles tiene dedicada una calle en su ciudad natal.

Bibliografía : Más detalles sobre la vida de Juan de Coles pueden verse en la obra de BARAJA SALAS, Eduardo: Cronistas extremeños
en Indias. Badajoz, Diputación Provincial, 1992.
- Datos: Q85872067
- Multimedia: Juan Coles / Q85872067